# Rio Galbena (Arieş)
O Rio Galbena é um rio da Romênia, afluente do Arieşul Mare, localizado no distrito de Alba.